# اولیور کاسکاو
اولیور کاسکاو (عربی: أوليفر إيساك كاسكاو؛ زادهٔ ۳ دسامبر ۲۰۰۱) بازیکن فوتبال اهل سوریه است.
وی همچنین در تیم‌های ملی فوتبال زیر ۲۳ سال سوریه و سوریه بازی کرده‌است.